# Marcel Queckemeyer
Marcel Queckemeyer (* 14. September 1980 in Ankum) ist ein deutscher Politiker (AfD). Seit 2025 ist er Mitglied des Deutschen Bundestages. Zuvor war er von 2022 bis 2025 Abgeordneter des Niedersächsischen Landtags.

## Leben
Queckemeyer legte den erweiterten Sekundarabschluss I ab, absolvierte eine Berufsausbildung zum Industriekaufmann und leistete anschließend Zivildienst in einem Sprachheilkindergarten. Er war bis zum Einzug in den Landtag 2022 im Vertrieb und im Außendienst tätig, zuletzt als Vertriebsleiter für ein deutsches Unternehmen in den Niederlanden.
Queckemeyer ist verheiratet, hat ein Kind und lebt im Bippener Ortsteil Vechtel.

## Politik
Queckemeyer ist seit 2019 Mitglied der AfD. Er ist seit den Kommunalwahlen in Niedersachsen 2021 Mitglied des Gemeinderats von Bippen, des Samtgemeinderats der Samtgemeinde Fürstenau und des Kreistags des Landkreises Osnabrück. Von 2021 bis zu ihrer Auflösung 2023 war er Vorsitzender der AfD-Kreistagsfraktion.
Bei der Landtagswahl in Niedersachsen 2022 kandidierte Queckemeyer im Landtagswahlkreis Bersenbrück und auf Platz zehn der AfD-Landesliste. Er zog über die Landesliste in den 19. Niedersächsischen Landtag ein.
Bei der Bundestagswahl 2025 kandidierte Queckemeyer im Bundestagswahlkreis Osnabrück-Land und auf Platz acht der AfD-Landesliste. Er zog über die Landesliste in den Deutschen Bundestag ein. Im Zuge dessen legte er sein Landtagsmandat nieder; für ihn rückte Ingo Kerzel in den Landtag nach.